# IMSA Performance
IMSA Performance (Innovation Mécanique Service Automobile Performance) – francuski zespół wyścigowy, założony w 2001 roku przez francuskiego kierowcę wyścigowego Raymonda Naraca. Obecnie zespół startuje w 24-godzinnym wyścigu Le Mans, International GT Open oraz w European Le Mans Series. W przeszłości ekipa pojawiała się także w stawce FIA World Endurance Championship, FFSA GT Championship, Francuskiego Pucharu Porsche Carrera, Francuskiego Pucharu Porsche Carrera, Le Mans Series, American Le Mans Series oraz FIA GT Championship. Zespół ściga się pod nazwą IMSA Performance Matmut.

## Sukcesy zespołu
- 24h Le Mans

2007 - GT2 (Raymond Narac, Richard Lietz, Patrick Long)
2013 - GTE Am (Raymond Narac, Christophe Bourret, Jean-Karl Vernay)
- Le Mans Series

2011 - LMS (Nicolas Armindo, Raymond Narac)
2012 - GTE Am (Raymond Narac, Nicolas Armindo, Anthony Pons)
- Championat de France FFSA GT

GT2 - 2005, 2006, 2007, 2008